# Svinrot
Svinrot (Scorzonera humilis) är en art i familjen korgblommiga växter. Växtens stjälkar kan bli upp till 4 decimeter långa.
Svinrot har ofta en ensam blomkorg. Stjälken är bladig och särskilt upptill är stjälken vitluden. Svinroten kan särskiljas från andra växter med liknande blad (exempelvis svartkämpar) genom att det ur ett avbrutet blad tränger fram vit mjölksaft.
Svinrot kan breda ut sig i täta mattor genom att individer förökar sig vegetativt och de enskilda individerna är då ofta kloner av några få ursprungsindivider. Sådana mattor kan vara uppåt 100-150 år gamla. Rötterna under sådana mattor är ofta tätt sammanbundna och sammanflätade, och de stora rötterna kan lagra mycket näring.
Svinroten trivs bäst på ljusa platser och försvinner snart om den skuggas helt av träd och buskar. Den är känslig för konkurrens från andra växter och riskerar även att missgynnas av bete eftersom djuren gärna äter bladen. Svinroten har däremot varit en vanlig växt i slåtterängar eftersom konkurrensen där är låg och den ofta får växa ostört långt in på sommaren - till dess har den hunnit samla tillräckligt med näring för att klara sig till nästa år. Den har också uppskattas som foderväxt på grund av sina breda och lättslagna blad.
Svinroten breder ut sig som mest på mer näringsrika marker, gärna där det finns rörligt markvatten. Ängar på sådana marker blev många gånger omlagda till åkermark när jordbruket moderniserades och rationaliserades under 1900-talet, och ängar är även generellt en naturtyp som till stor del försvunnit de senaste hundra åren. Därmed har en viktig livsmiljö för svinroten minskat betydligt och förekomsten av svinrot ser också ut att minska.
Vecklaren Eucosma scorzonerana lever bara på svinrot.